# Пал Шмит
Пал Шмит (мађ. Schmitt Pál; Будимпешта, 13. мај 1942) је бивши председник Мађарске. Изабран је у парламенту Мађарске, са 263 гласова за и 59 против. На дужност је ступио 6. августа 2010. године а оставку је поднео 2. априла 2012.
У младости Шмит је био успешни мачевалац, освојио је две златне медаље на Летњој Олимпијади (1968. и 1972). Обављао је и функције потпредседника Европског парламента као и председник мађарског Парламента.

## Каријера
Између 1983. и 1988. године Шмит је био генерални секретар Олимпијског комитета Мађарске и подсекретар за спорт од 1981. до 1990. године. По слому комунизма у Мађарској 1990. године постаје председник Олимпијског комитета Мађарске. Од 1993. до 1997. године обављао је функцију амбасадора Мађарске у Шпанији, а од 1999. до 2002. године у Швајцарској. У 2003. године постаје заменик председника партије Фидес.
Неуспешно се кандидовао за градоначелника Будимпеште 2002. године.
Као носилац листе Фидеса изабран је за посланика у Европком парламенту на изборима 2009. године. Том приликом изабран је и у комитет Европске народне партије, као и за потпредседника Европског парламента. Палу Шмиту је 2012. године одузета титула доктора, коју је стекао 1992. године, јер је установљено да му је докторска дисертација била плагијат.